# BTA-6

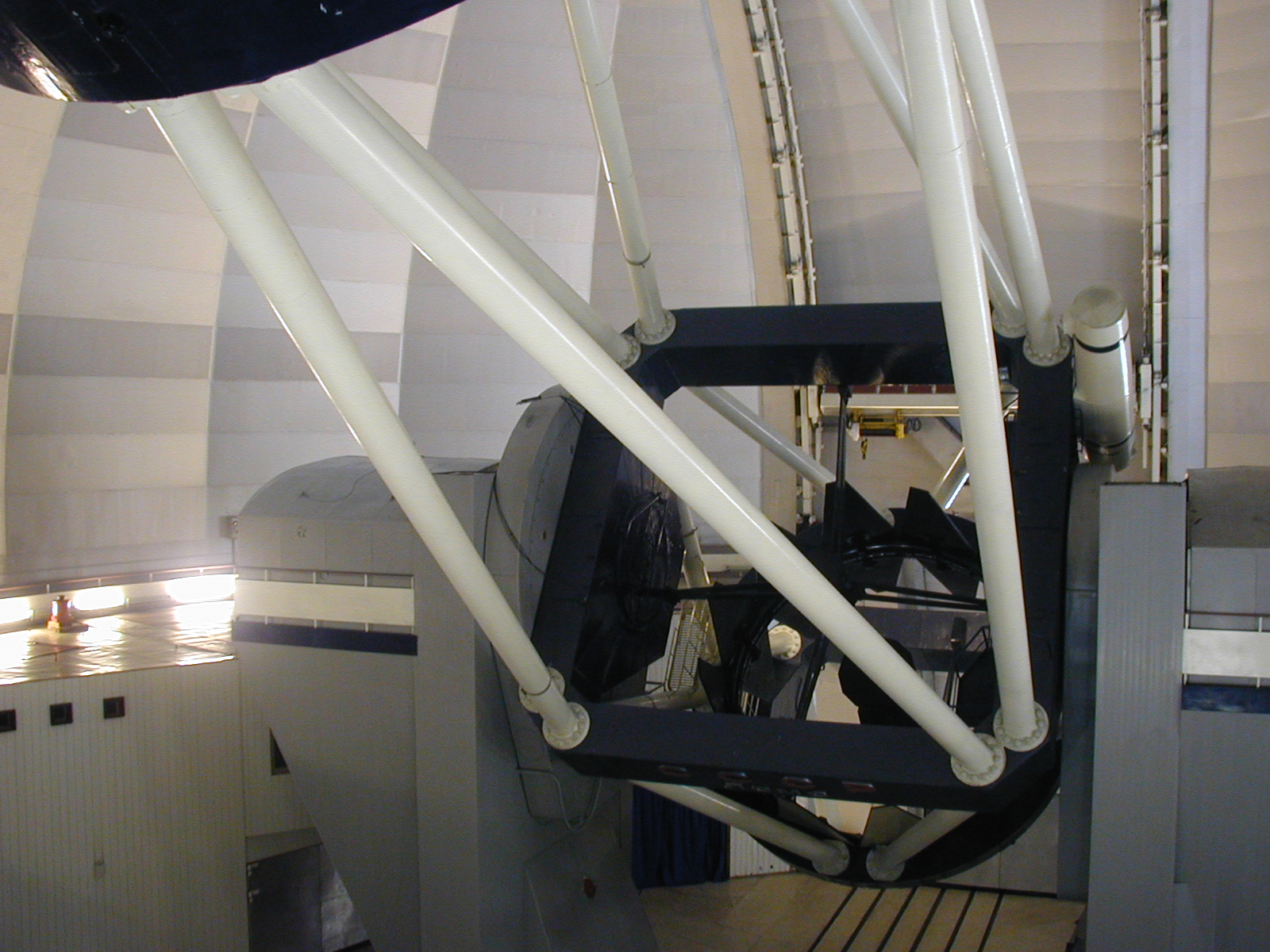
De BTA-6 telescoop

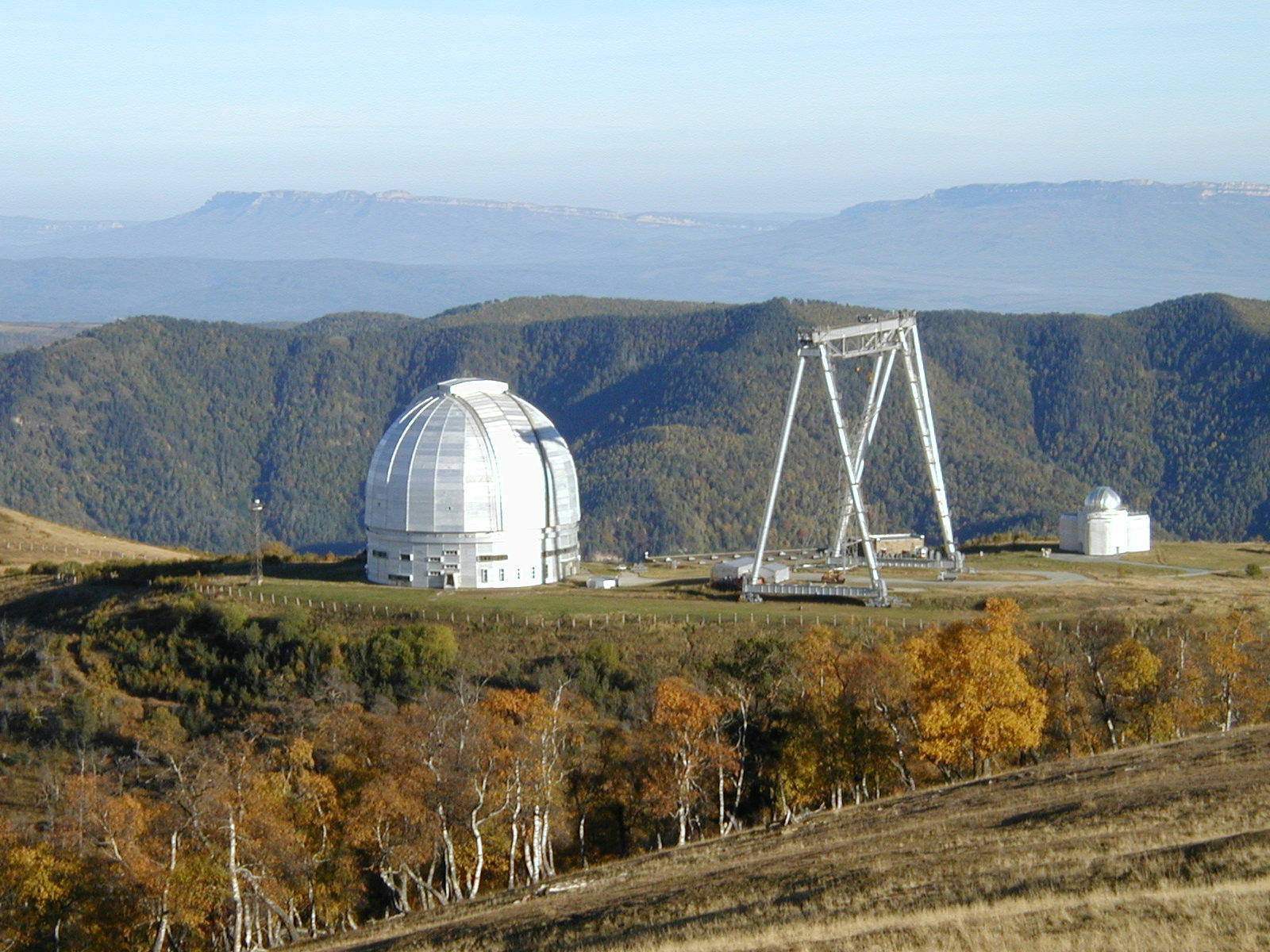
De telescoop in aanbouw, met rechts een speciale kraan voor onderhoud

De BTA-6 (Russisch: Большой Телескоп Альт-азимутальный, Bolshoi Teleskop Alt-azimutalnyi, Grote alt-azimuttelescoop) is een grote optische telescoop met een spiegel van 6 m van het Speciale Astrofysische Observatorium (SAO). Hij staat aan de noordzijde van de Kaukasus, in de regio Zelentsjoekskaja in de Zuid-Russische deelrepubliek Karatsjaj-Tsjerkessië. Bij zijn eerste licht in 1975 passeerde hij de 5m-Haletelescoop als grootste telescoop ter wereld. In 1993 werd hij door de 10m-Keck-telescopen ingehaald. Door een hele reeks problemen is de BTA-6 er nooit in geslaagd ook maar enigszins in de buurt van zijn theoretische capaciteiten te komen, waardoor de Hale zich al die jaren de grootste werkende telescoop kon blijven noemen. Eén aspect van het ontwerp van de BTA-6 is echter de basis geworden voor alle sindsdien gebouwde grote telescopen: het gebruik van een computergestuurde alt-azimutale montering, die eenvoudiger en flexibeler is dan de voordien gebruikte equatoriale monteringen.

## Geschiedenis
Jarenlang was het Pulkovo-observatorium bij Sint-Petersburg het belangrijkste observatorium van wereldklasse in de Sovjet-Unie. Het was gebouwd in 1839. Zoals zoveel observatoria uit die tijd was het in de eerste plaats bedoeld voor tijdwaarneming, weerkundig onderzoek en soortgelijke praktische taken. Wetenschappelijk onderzoek speelde daarnaast een secundaire rol. Toen het ca. 50 jaar bestond, werd er een nieuwe telescoop van 76 cm voor ruimteonderzoek geïnstalleerd, toen ’s werelds grootste telescoop. Verdere uitbreidingen waren om verschillende redenen beperkt, terwijl in de decennia daarna overal ter wereld veel grotere instrumenten werden gebouwd.
In de jaren 1950 besloot de Sovjet-Academie van Wetenschappen een nieuwe telescoop te bouwen waarmee eersteklas onderzoek naar de verre ruimte mogelijk zou zijn. Men begon in 1959 in Pulkovo te ontwerpen onder leiding van de latere winnaar van de Leninprijs Bagrat K. Ioannisiani. Men wilde de grootste telescoop ter wereld bouwen, een titel die lang in handen was van de 5m-Haletelescoop in het Palomar-observatorium. Men werd het eens over een nieuw ontwerp van 6 meter. Dat is ongeveer de grootste diameter die een massieve spiegel kan hebben om niet door zijn eigen gewicht te vervormen als hij gekanteld wordt.
Omdat Pulkovo slechts 75 m boven de zeespiegel ligt en daardoor ongeschikt is als locatie voor grote telescopen, besloot men een nieuw observatorium te bouwen op 2.070 m hoogte in de Noord-Kaukasus, bij Zelentsjoekskaja. In 1966 werd het Speciale Astrofysische Observatorium opgericht voor de BTA-6 en nog een radiotelescoop, de RATAN-600.
De BTA-6 maakte zijn eerste beelden op 28/29 december 1975. Na een onderbreking werd hij in januari 1977 volledig in gebruik genomen. Vrijwel meteen na de ingebruikname ontstonden er in het Westen geruchten dat er iets goed mis was met de telescoop. James Oberg noemde hem zelfs in 1988 in zijn boek Uncovering Soviet Disasters.
De oorspronkelijke spiegel had duidelijke onvolkomenheden, die geweten werden aan gebrek aan ervaring met grote spiegels. Zo zaten er scheurtjes in het oppervlak, die met zwart doek werden afgedekt om hun invloed te verbergen. Volgens Ioannisiani reflecteerde de hoofdspiegel 61% van het invallende licht naar een cirkel van 0,5 boogseconden en 91% in een cirkel met een tweemaal zo grote diameter. Ter vergelijking, de Haletelescoop haalde een resolutie dicht bij de theoretische limiet van 0,025 boogseconden, twintigmaal zo goed als de BTA-6. Elke telescoop van deze grootte heeft echter adaptieve optiek nodig om zijn theoretische limiet te halen.
In 1978 werd een nieuwe spiegel geïnstalleerd, met een betere vorm en zonder scheurtjes. Hoewel de prestaties hierdoor beter werden, bleven zich voortdurend andersoortige problemen voordoen die de prestaties verslechterden. Zo staat de telescoop windafwaarts van een aantal andere pieken in de Kaukasus, waardoor de seeing veel minder goed is dan die op toplocaties als Mauna Kea, La Palma en Chili. Waarnemingen met een resolutie beter dan 1 boogseconde zijn zeldzaam, en 2 boogseconden geldt als „goed”. Ook het weer speelt een rol; gemiddeld kan er slechts de helft van het aantal nachten worden waargenomen.
Wellicht het grootste probleem is de grote thermische traagheid van de hoofdspiegel, de telescoop als geheel en de enorme koepel. Thermische effecten zijn zo sterk dat de hoofdspiegel slechts een verandering van 2 graden per dag kan hebben wil hij nog bruikbaar zijn. Als de temperatuur van de hoofdspiegel en die van de buitenlucht meer dan 10° verschillen, wordt waarnemen zelfs onmogelijk. Astronomen van het SAO hadden plannen om een nieuwe spiegel te laten maken van glas met een lage uitzettingscoëfficiënt, maar het is niet bekend of dit ook is gebeurd. Door de grote afmetingen van de koepel heersen er daarbinnen temperatuurgradiënten die deze problemen verergeren. Koelen van de koepel vermindert sommige van deze problemen.
Ondanks dexze tekortkomingen blijft de BTA-6 een belangrijk instrument, waarmee objecten tot de 26e magnitude kunnen worden afgebeeld. Dat maakt hem vooral geschikt voor spectroscopie en speckle-interferometrie, waarbij lichtsterkte belangrijker is dan resolutie. De BTA-6 heeft diverse bijdragen geleverd op basis van deze technieken.
Toen de BTA-6 in 1975 in gebruik werd genomen en de Haletelescoop in spiegeldiameter bleek te overtreffen, veroorzaakte dat veel consternatie in NAVO-landen.

## Beschrijving
De hoofdspiegel heeft een diameter van 6,05 m met een apertuur van f/4. Dat is vrij langzaam in vergelijking met soortgelijke instrumenten. Zo haalt de Haletelescoop f/3,3. De optiek is van het type Ritchey-Chrétien, echter zonder het gebruikelijke Cassegrainbrandpunt. Door zijn grote hoofdspiegel is de beeldschaal bij het Hoofdbrandpunt 8,6 boogseconden, vergelijkbaar met een Cassegrainbrandpunt van een 4 m-telescoop. Voor verdere toepassingen zijn twee Nasmythbrandpunten beschikbaar, met effectief f/30.
De grote brandpuntsafstand en het ontbreken van een secundaire spiegel vóór het hoofdbrandpunt maken dat de telescoop vrij lang is; de tubus is 26 m lang. Dat zou een zware equatoriale montering vereisen. Om die reden heeft de BTA een alt-azimutale montering, die door midden van computerbesturing de hemel kan volgen. Daar hierdoor ook het beeldveld meedraait wanneer de telescoop beweegt, wordt het hoofdbrandpuntgebied met de instrumentatie ook gedraaid om dit effect te compenseren. Gezien het wijdverbreide gebruik van computerbesturing voor vrijwel alle aspecten van telescoopgebruik, wordt deze oorspronkelijk voor BTA ontwikkelde methode thans algemeen gebruikt.
Bij gebruik van het hoofdbrandpunt wordt een Ross-comacorrector gebruikt. Met een correctie van coma en astigmatisme tot minder dan 0,5 boogseconden, is het beeldveld ca. 14 boogminuten.
De BTA-6 staat in een enorme koepel van 53 m hoog tot de top en 48 hoog boven het cilindrische gedeelte waar de koepel op rust. De koepel is veel groter dan nodig, en er zit 12 m ruimte tussen de telescoop en de koepel.